# George II van Anhalt
George II de Sterke (1454 - 25 april 1509) was van 1474 tot 1508 vorst van Anhalt-Köthen, samen met zijn halfbroer Waldemar VI. Hij was een zoon van George I uit zijn vierde huwelijk met Anna van Lindow-Ruppin. 
In 1471 had George I bepaald dat zijn gebieden na zijn dood onder zijn zoons verdeeld moest worden. Zelf trad hij af en liet de regering van zijn vorstendom over aan zijn vijf zoons. Toen George I in 1474 stierf werd de deling uitgevoerd. George II en zijn oudere halfbroer Waldemar VI kregen Anhalt-Köthen, Anhalt-Dessau viel aan Ernst en Sigismund III. De jongste zoon, Rudolf IV werd schadeloos gesteld met een geldbedrag. Anhalt-Bernburg, dat in 1468 door George I geërfd was, zou door de alle broers gezamenlijk bestuurd worden. 
George II trad in dienst van de keurvorst van Brandenburg, die hem in 1498 tot stadhouder van het Hertogdom Crossen benoemde. 

## Huwelijk
George II trouwde in 1478 met Agnes (1434-1512), een dochter van hertog Barnim VIII van Pommeren. Agnes was de weduwe van markgraaf Frederik de Jongere die in 1463 overleden was. Agnes en George II hadden geen kinderen.